# Pisana žaba
Pisana žaba (Pelophylax lessonae) je vrsta evropske žabe iz rodu pravih žab. Vrsta živi v bližini stalnih in počasi tekočih voda. 
Odrasli samci so dolgi 4,5 do 5,5 cm, medtem ko samice dosežejo dolžino 5,5 do 6,5 cm. Z zgornje strani so travnato zelene barve z rjavimi ali črnimi pikami ter rumenimi ali svetlo zelenimi trakovi. Trebušna stran je temno rumene barve. Če zadnje okončine potisnemo proti zadku, se ne dotikata. 
Pisana žaba je bližnji sorodnik zelene žabe (Pelophylax kl. esculentus) in debeloglavke (Pelophylax ridibundus), s katerima se lahko uspešno pari.